# Maciej Bieniasz
Maciej Stanisław Bieniasz (ur. 22 grudnia 1938 w Krakowie) – polski malarz, grafik, rysownik, pedagog, poeta, autor eseistyki kulturalnej.

## Życiorys
Studiował na Wydziale Malarstwa Akademii Sztuk Pięknych w Krakowie w pracowni Emila Krchy; dyplom uzyskał w 1963. W 1974 rozpoczął pracę pedagogiczną w katowickiej filii Akademii Sztuk Pięknych w Krakowie (obecnie ASP w Katowicach). Był profesorem tej uczelni, wykładając na niej przez 35 lat. Od 1996 pedagog Instytutu Sztuki cieszyńskiej filii Uniwersytetu Śląskiego. W 1966 wraz ze Zbylutem Grzywaczem, Jackiem Waltosiem, Leszkiem Sobockim założyli Grupę Wprost. Uczestniczył we wszystkich wystawach grupy.
W czasie stanu wojennego prof. Bieniasz udzielał się w biskupim komitecie pomocy uwięzionym i internowanym. Przez jakiś czas musiał się ukrywać. Tworzył wówczas wiersze, które przepisywane na maszynie przez żonę Małgorzatę, zostawiał pod ławkami w kościołach i w autobusach. Jednym ze znanych wierszy jest Idą pancry na Wujek, będący odwołaniem do pacyfikacji kopalni Wujek w grudniu 1981.
W latach 90. XX w. malarz tworzył graficzną oprawę katolickiego miesięcznika dla dzieci Mały Gość Niedzielny, którego redaktorem naczelnym była jego żona Małgorzata Bieniasz. Prof. Bieniasz był w grupie ludzi, którzy założyli Związek Górnośląski. Sam zaprojektował logo związku. Oddał legitymację związkową urażony antagonizmami Śląsk–Zagłębie.
Artysta w latach 1969–2012 mieszkał i pracował w Katowicach. W 1993 odznaczony Krzyżem Kawalerskim Orderu Odrodzenia Polski. W 1998 Związek Górnośląski uhonorował go Nagrodą im. Wojciecha Korfantego. W 2012 otrzymał nagrodę Lux ex Silesia (laudację wygłosił rektor Akademii Sztuk Pięknych Marian Oslislo). Obecnie mieszka w Tarnowie. Ma syna Bartłomieja (ur. 1970) i córkę Agnieszkę (ur. 1971).
Prace Macieja Bieniasza znajdują się w następujących galeriach i muzeach:
- Muzeum Narodowe w Krakowie
- Muzeum Narodowe w Poznaniu
- Muzeum Narodowe w Szczecinie
- Muzeum Narodowe w Warszawie
- Muzeum Górnośląskie w Bytomiu
- Muzeum Śląskie w Katowicach
- Muzeum Archidiecezjalne w Katowicach
- Muzeum Lubelskie w Lublinie
- Muzeum Uniwersytetu Jagiellońskiego w Krakowie
- Muzeum Historii Polski w Warszawie
- Biblioteka Narodowa w Warszawie